# پائولو وچی
پائولو وچی (انگلیسی: Paolo Vecchi؛ زادهٔ ۱۹ فوریهٔ ۱۹۵۹) بازیکن والیبال اهل ایتالیا است.